# Dobromir (Bułgaria)
Dobromir (bułg. Добромир) – wieś w Bułgarii, w obwodzie Burgas, w gminie Ruen. W 2023 roku liczyła 1046 mieszkańców.